# 静岡県立松崎高等学校
静岡県立松崎高等学校（しずおかけんりつ まつざきこうとうがっこう）は、静岡県賀茂郡松崎町桜田にある県立高等学校。略称は「松高」（まつこう）。山口百恵主演の映画『エデンの海』や、TBSのテレビドラマ『世界の中心で、愛をさけぶ』のロケ地となった。また、連携型中高一貫教育をも実施している。

## 設置学科
- 普通科
  - 特進コース
  - 総合コース
  - 美術コース

## 沿革
- 1924年(大正12年）4月1日 - 松崎町立女子技芸学校として松崎小学校内に開設。
- 1925年(大正13年）3月13日 - 静岡県松崎実科高等女学校と改称（高2卒入学、修業年2年）。
- 1943年(昭和18年）4月1日 - 静岡県松崎高等女学校と改称。
- 1946年(昭和21年）3月31日 - 松崎町外6ヶ村組合立松崎実業学校併設（高2卒入学、修業3年）。
- 1948年(昭和23年）3月31日 - 高等女学校と実業学校とを合併し静岡県松崎高等学校となる。
- 1949年（昭和24年）10月1日 - 静岡県立松崎高等学校となる。
- 1950年（昭和25年）3月10日 - 松崎町桜田188番地に移転。
- 1954年（昭和29年）6月5日 - 組合立西豆分校宇久須教場開設。
- 1955年（昭和30年）5月1日 - 組合立西豆分校土肥教場（のちの静岡県立土肥高等学校、現在の静岡県立伊豆総合高等学校土肥分校）開設。
- 2008年（平成20年）4月 - 連携型中高一貫教育開始。

## 部活動
運動部
- 陸上競技部
- ソフトテニス部
- 男子バスケットボール部
- 女子バスケットボール部
- 男子バレーボール部
- 女子バレーボール部
- 弓道部

文化部
- 美術部
- 吹奏楽部
- 総合科学部
  - パソコン班
  - サイエンス班
  - 家庭班

## 行事
- 4月
  - 始業式 - 入学式 - 対面式 - 1年生宿泊研修 - 前期生徒会選挙
- 5月
  - 防災訓練 - 前期生徒総会
- 6月
  - 海岸清掃 - 文化祭(双獅祭) - 3年生進路ガイダンス
- 7月
  - 公務員講座 - 夏期補講 - マナー講座 - 1年生職業体験実習 - 夏季休業
- 8月
  - 中学生1日体験入学 ‐ キッズイングリッシュ[2]
- 9月
  - 勤労体験学習 - 後期生徒会選挙
- 10月
  - 体育大会 - 創立記念講演 - 授業公開
- 11月
  - 球技大会 - 遠足 - 後期生徒総会
- 12月
  - 修学旅行(沖縄) - 防災訓練 - 公務員講座 - 冬季休業
- 1月
  - 新1年生進路ガイダンス
- 2月
  - マラソン大会 - 3年生と語る会
- 3月
  - 卒業式 - 修了式 - 離任式

## 著名な出身者
- 遠藤一馬（ミュージシャン、元SIAM SHADE）

## 交通
- 伊豆急行伊豆急行線　伊豆急下田駅よりバスで約45分、桜田バス停下車徒歩 約5分
- 伊豆箱根鉄道駿豆線　修善寺駅よりバスで約100分、松崎バスターミナル下車徒歩 約10分